# International Journal of Medicinal Mushrooms
International Journal of Medicinal Mushrooms è una rivista bimestrale della Begell House, che pubblica articoli di ricerca originali e di revisione critica su un'ampia gamma di argomenti relativi ai funghi medicinali, tra cui: sistematica, nomenclatura, tassonomia, morfologia, valore medicinale, biotecnologia.
La rivista fu fondata nel 1999.
La rivista ha mostrato livelli insoliti di auto-citazione e il suo fattore di impatto del 2019 è stato sospeso dal Journal Citation Reports nel 2020, una sanzione che ha colpito 34 riviste in totale.
Secondo Web of Science, il fattore di impatto per il 2024 è pari a 1.4: la rivista si colloca nel quarto quartile delle categorie "Farmacologia e farmacia" e "Micologia".

## Articoli notevoli
- Samorini G., 2001, New Data from the Ethnomycology of Psychoactive Mushrooms, International Journal of Medicinal Mushrooms, vol. 3, pp. 257–278 (fungo allucinogeno)
- Piraino FF., Emerging antiviral drugs from medicinal mushrooms, in International Journal of Medicinal Mushrooms, vol. 8, n. 2, 2006,  pp. 101–14, DOI:10.1615/IntJMedMushr.v8.i2.20, ISSN 1521-9437 (WC · ACNP). (boletus edulis)
- (EN) Akpaja, Emmanuel Oluwadare, Okhuoya, John Aroye e Ehwerheferere, Benedicta Akpos, Ethnomycology and indigenous uses of mushrooms among the Bini-speaking people of Nigeria: A case study of Aihuobabekun community near Benin City, Nigeria, in International Journal of Medicinal Mushrooms, vol. 7, n. 3, 2003,  pp. 373 – 3744, DOI:10.1615/intjmedmushr.v7.i3.270. (auricularia)
- Gastón Guzmán, Diversity and Use of Traditional Mexican Medicinal Fungi. A Review, in International Journal of Medicinal Mushrooms, 10(3), 2008. (schizophyllum commune)
- Ebrahimzadeh,MA., Nabavi,SN., Nabavi,SF., Eslami,S.(2010). Antioxidant and Free Radical Scavenging Activities of Culinary-Medicinal Mushrooms, Golden Chanterelle Cantharellus cibarius and Angel's Wings Pleurotus porrigens, in International Journal of Medicinal Mushrooms,3: 265-272. DOI: 10.1615/IntJMedMushr.v12.i3.50